# Alexandra (hasmonéenne)
Pour les articles homonymes, voir Alexandra.
 (avril 2019).
Si vous disposez d'ouvrages ou d'articles de référence ou si vous connaissez des sites web de qualité traitant du thème abordé ici, merci de compléter l'article en donnant les références utiles à sa vérifiabilité et en les liant à la section « Notes et références ».
Alexandra (morte vers 28 av. J.-C.) est une princesse juive de la dynastie hasmonéenne. Elle est la fille d'Hyrcan II et la belle-mère du roi Hérode Ier le Grand. 
Elle épouse son cousin Alexandre, le fils d'Aristobule II. Elle est la mère d'Aristobule III et de Mariamne l'Hasmonéenne, la femme d'Hérode Ier. Elle tente de défendre les droits de son fils Aristobule à la fonction de grand-prêtre lorsque Hérode nomme Hananel, premier grand-prêtre à ne pas appartenir à la dynastie hasmonéenne depuis la révolte des Maccabées. Aristobule est finalement nommé grand-prêtre avant d'être assassiné à Jéricho en 35 av. J.-C.. Mariamne est elle-même exécutée quelques années plus tard. Hérode fait ensuite tuer Alexandra.